# الإعلام بقواطع الإسلام
الإعلام بقواطع الإسلام للإمام ابن حجر الهيتمي المكي (ت 974هـ) كتاب فقهي جمع فيه مؤلفه الألفاظ والأفعال التي توقع بصاحبها في الكفر والردة من وجهة نظر أهل السنة والجماعة.

## سبب تصنيف الكتاب
يقول ابن حجر الهيتمي في مقدمة الكتاب:

## أمثلة على قواطع الإسلام من الكتاب
- ومنها: كل فعل صدر عن تعمد واستهزاء بالدّين صريح، كالسجود للصنم أو الشمس، سواء كان في دار الحرب أم دار الإسلام، بشرط أن لا تقوم قرينة على عدم استهزائه وعذره، وما في الحلية عن القاضي عن النص أن المسلم لو سجد للصنم في دار الحرب لا نحكم بردته، ضعيف، وواضح أن الكلام في المختار.[2]
- ومن المكفرات أيضا السحر الذي فيه عبادة الشمس ونحوها، فإن خلا عن ذلك كان حراماً لا كفراً، فهو بمجرده لا يكون كفراً ما لم ينضم إليه مكفر. ومن ثم قال الماوردي: مذهب الشافعي رضي الله عنه أنه لا يكفر بالسحر ولا يجب به قتله ويسأل عنه، فإن اعترف معه بما يوجب كفره كان كافراً بمعتقده لا بسحره، وكذا لو اعتقد تأثير السحر كان كافراً باعتقاده لا بسحره، فيقتل حينئذ بما انضم إليه السحر هذا مذهبنا. وأطلق مالك وجماعة سواه الكفر على الساحر، وأن السحر كفر، وأن الساحر يقتل ولا يستتاب سواء أسحر مسلماً أو ذمياً كالزنديق. لكن قال بعض أئمة مذهب المالكية: والصواب لا نقضي بهذا حتى يبين معقول السحر إذ هو يطلق على معان مختلفة، وسيأتي بيانها في الخاتمة مع بيان أن الصواب في هذه المسألة مذهبنا كما اعترف به كثير من أصحاب مالك. ومذهب أحمد في الساحر أقرب إلى مذهب مالك فيه، وسيأتي في الخاتمة أيضا كلام أهل مذهبه في ذلك.[3]
- ومنها: إلقاء المصحف في القاذورات لغير عذر ولا قرينة تدل على عدم الاستهزاء وإن ضعفت، والمراد بها النجاسات مطلقاً، بل والقذر الطاهر أيضاً كما صرح به بعضهم. قال الروياني: وكالمصحف في ذلك أوراق العلوم الشرعية، ويؤيده ما يأتي فيمن قال: قصعة ثريد خير من العلم وكتب الحديث، وكل ورقة فيها اسم من أسمائه تعالى أولى بذلك في كون إلقائه في القذر مكفراً، وهل مراد الروياني بالعلوم الشرعية الحديث والتفسير والفقه وآلاتها كالنحو وغيره، وإن لم يكن فيها آثار السلف، أو يختص بالحديث والتفسير والفقه؟ الظاهر الإطلاق وإن كان بعيد المدرك في ورقة من كتاب نَحوٍ مثلاً ليس فيها اسم معظم. وعبارة الزركشي في هذا المحل: ما ذكره: الرافعي في إلقاء المصحف في القاذورات لا يختص بالمصحف، بل كتب الحديث في معناه، وقد ألحق الروياني به أوراق العلوم الشرعية، ولا شك أن الحديث وما اشتمل عليه اسم من أسماء الله تعالى أعظم. انتهى.[4]